# Pogányvár (Dióskál)
Pogányvár külterület legnagyobb része Dióskál községhez, egy kisebb része, a csúcstól délre pedig Orosztony községhez (Pogányvári utca) tartozik. A Pogányvár nevet viselő „hegyen” először Árpád-kori palánkvár, majd kisebb török őrhely lehetett.

## Története
A helyi szájhagyomány megőrizte vélhetően utolsó török parancsnokának, Pili basának a nevét azzal is, hogy a hegy egyik magaslatát ma is Pilivárnak hivják, illetőleg egy mondóka alakjában:
„Pili basa, nagy a hasa, beleférne 50 kacsa.”
Ehhez kapcsolódik egy szintén helyi szájhagyomány útján fennmaradt történet arról, hogy a basa lánya szerelemre gyúlt egy helyi birtokos, Szegi Tamás iránt és mivel nem lehetett a férfié, öngyilkos lett. A legenda szerint szelleme teliholdkor ma is ott kísért a Pilivárban.
Egy másik legenda szerint Pogányvár alatt egy akkora üreg van, amiben a török időket megelőzően a korabeli falu jószágostól, mindenestől elfért. Később a törökök ebben az üregben tárolták a környékről kisarcolt aranyat. A legenda szerint az utolsó basa berobbantatta a barlangot vagy annak bejáratát, benne az arannyal. Ennek oka vélhetően vagy az, hogy annyira sietősen kellett távozniuk, hogy ezeket nem tudták már összepakolni vagy az, hogy elestek, amikor a királyi csapatok felszabadították a környéket. A legenda szerint az a "rengeteg kincs" ma is ott pihen a hegy gyomrában. A palánkvár maradványai az 1950-es évek körül még felismerhetőek voltak, és akkoriban ott egy alagútszerű nyílásba körülbelül tíz métert be is lehetett menni.
Már a kelták, majd a rómaiak, avarok és szlávok is szőlőt telepítettek itt. A "hegy" korábban Zala vármegye legjobb bortermelő helye volt. Az 1889-es párizsi világkiállításon egy innét származó bor aranyérmes lett. A 20. század elején a Pogányvári önálló minőséget jelentett. Egy forrás szerint a környékről származik a legrégebbi magyar boros címke, Baán Kálmán borász 1870-es évekbeli boros címkéje. A szocializmus idején a Balatoni borvidék részeként elvesztette az önálló nevet és a korábban képviselt minőséget.
A szőlőművelés a 20. században fokozatosan háttérbe szorult, és emiatt a Pogányvár lejtői beerdősültek, azonban a borászat nem szűnt meg. A rendszerváltozás után a borászati minőség javult, és Dióskál község területe 2006 óta a Zalai borvidék részét képezi, a községen áthalad a Zalai borút is, (lásd például Dóka Éva pincészete, Bezerics borászat, Szládovics Pince, ). Az itteni szőlők kedvező minőségűek a Balaton közelsége, a körülbelül 250–300 m tengerszint feletti magasság, továbbá a 15 %-os déli és délnyugati lejtők különleges mikroklímájának hatására. Ennek köszönhetően jól beérnek a fehér szőlők, sőt könnyen be is aszúsodnak.

## Leírása
Pogányvár területe jelenleg közúton Dióskál község belterületéről nem érhető el, hanem Orosztony község felé kell kerülni ehhez, körülbelül 17 km-es távolságot megtéve. A túrázók viszont körülbelül 1,5 óra alatt fel tudnak gyalogolni Dióskál Alsókál településrészéről, a Kossuth Lajos utca- Arany János utca irányába, délnek majd keletnek haladva, a zöld turistajelzést követve az Orosztony-Pogányvár alsóbbrendű útig, onnan pedig a meglehetősen szűk közúton északra fordulva. A Pogányvár tájképe festői, az arra látogatók déli irányból (Orosztony) a csúcsot elérve egy szőlőföldek, részben máig lakott présházak és kisebb szántók egyvelegéből álló, dombos, panorámás látványban gyönyörködhetnek. A Pogányvár környékén néhány szépen karbantartott, alapvetően a 20. században emelt kőfeszületet, és több helyen elhagyatott, de még mindig termő gyümölcsfákat (például cseresznye, dió) is találunk.      
Pogányváron egy 1974-ben épített 13 méter magas térképészeti torony, valamint egy másik, újabb építésű torony, az Országos Meteorológiai Szolgálat időjárási radarhálózatának nyugati lokátora került elhelyezésre. A radar révén pontosabbá vált a helyi időjárási előrejelzés, ami főként a balatoni viharjelzést és a sármelléki repülőtér repülésbiztonságát szolgálja, de a térségbeli megyék gazdálkodóinak számára is jelentős segítséget jelent.
A radartorony épülete ad otthont egy égképfigyelő kamerás berendezésnek is.
A Pogányvár 289 méteres tengerszint feletti magasságával Zala vármegye harmadik legmagasabb pontja. És nem csak Dióskál, hanem a környék, a Zalaapáti-hát egyik legmagasabb, már messziről is látszó csúcsa, amelyet jól felismerhetővé tesz a tetején elhelyezett, említett térképészeti torony és időjárási radarlokátor. A Pogányvár ugyan csak egy alsóbbrendű közúti útvonalon közelíthető meg déli irányból, azonban gyönyörű kilátás nyílik a tetejéről nyugati és keleti irányba. Maga a 289 m-es csúcs, amelynek közelében a Pogányvár harmadik, legészakibb objektumaként egy kisebb adótorony található, jelenleg a látogatók számára nem megközelíthető, mivel a Pogányvár északkeleti része magánterület. Emiatt az északi panorámát jelenleg nem lehet megtekinteni. Ugyanakkor a Pogányvár középső részén, a térképészeti torony  és radartorony kiemelkedéséről Dióskál délnyugati részén (Alsókál településrész) és Egeraracsa déli és keleti részein kívül északkeleti irányban a Balaton egy része, a Badacsony, a Keszthelyi-hegység körvonala, nyugati irányban pedig Zalaegerszeg dombjai is jól kivehetőek  tiszta időben.
Pogányváron, a 289 m-es csúcstól délkeletre, magánterületen található egy 480 cm törzskörméretű, 25 méter magas és 450 évesre becsült korú hársfa, amely a Magyarország legnagyobb fái listáján is megtalálható. A közelében van egy másik pogányvári famatuzsálem, egy 658 cm törzskörméretű szelídgesztenyefa, ami szintén szerepel egy országos listán. Ezeken kívül idős fenyőfák is vannak Pogányváron.